# Eugen Cojocaru
Eugen Cojocaru (n. 1965, Vaslui, Vaslui, România) este un scriitor și jurnalist român. Munca sa se concretizează pe de o parte în beletristica (povestiri, poezii, romane), iar de cealaltă parte în articole, reportaje, interviuri, critica de teatru și film, studii de istoria și teoria artei. Activitatea sa a început încă înainte de absolvirea Facultății de Litere (Cluj-Napoca, 1987). În 2009, era Vicepreședinte al Asociației Scriitorilor Români din Germania și Membru al Asociației Internaționale a Artiștilor Români – LITERART XXI.

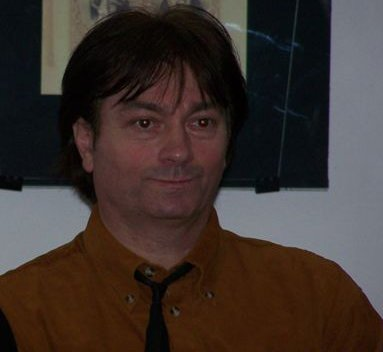
Eugen Cojocaru, Muzeul Literaturii Române, Bucureşti, 2005

## Activitatea jurnalistică
Începând din 1983 este corespondent la mai multe ziare și reviste din țară – Faclia, Steaua, Tribuna, Echinox, Napoca Universitară, după 1990 în Familia, Poesis, Astra, România Literară etc. și  străinatate – SUA, Germania, Canada, Danemarca, Franța ș.a.m.d.: Origini, Observator, Dorul, Cuvântul românesc, Lumea româneasca, New York Magazin ș.a.m.d. În 1989 în 22 Decembrie a fost printre cofondatorii  revistei săptămânale Atlas-Clujul liber, prima revistă liberă, independentă, anti-comunistă și una din cele mai bune la acea epocă în Transilvania și în țară, unde a fost redactor-șef adjunct până în august 1990.
După 1990, a continuat activitatea jurnalistică, publicând articole în calitate de corespondent extern în Germania (România Liberă, Curierul Național, Evenimentul Zilei, Ziua, Monitorul de Cluj, România Literară, Convorbiri Literare, Astra, Familia etc.). 
A făcut numeroase lecturi și interviuri pentru presă, radio (Radio România, Radio România Internațional) și televiziune (TVR 1, TVR Cultural ș.a.m.d.) în țară și pentru presă si radio (SWR/Radio Contra, Freies Radio Stuttgart, Deutsche Welle) în Germania.

## Activitatea literară
- 1998 a terminat primul volum al unei proiectate cvadrilogii a spiritului românesc decodat pe linie ludic-ironică: "REZISTENȚA VESELĂ SAU D’ALE BALCANISMELOR".(Editura Clusium, 2000)
- 2003 cartea de istoria și teoria artei: "ARTA – CONCEPT SI ISTORIE" - Editura Clusium;
- 2006 "BIG BANGS BACK"(Editura Ideea Europeană, București), roman de echidistanță spirituală Est-Vest pe marginea Revoluției din decembrie 1989 și perioada de tranziție;

```
- prezent cu povestirea "Die kühle des letzten Bildes/RĂCOAREA ULTIMULUI TABLOU" în antologia Rumänische Schriftsteller in Deutschland/Scriitori români în Germania (Editura Radu Barbulescu, München, 2006)
- "PLIMBARE PE TĂIȘUL GÂNDULUI", Editura Crigarux, Piatra-Neamț), poeme;
```

- 2007 "ROMÂNIA - ȘOCUL VIITORULUI" - Ideea Europeană, București, culegere de articole publicate între 1992-2006: situația României în lume, cum este văzută din Occident, politica Occidentului față de ea, eseuri despre Zeitgeist-ul actual, despre situația internațională, etc.
- 2008 - romanul "ISUS" - Editura Crigarux, P. Neamt;

```
- Prezent în Antologia "Clujul din cuvinte" – Editura Casa Cartii de Stiinta, Cluj-Napoca;  
```

- 2009 piesa de teatru in volum "THE WINDOORS - AND I KISSED THAT HEAVEN TOO" despre renumitul solist Jim Morrison al formației The Doors, franceza, engleza, romana, (Editura Crigarux, P. Neamt);

```
- volumul de povestiri "FATA NEVAZUTA A LUNII" - Editura Pergamon, Bistrita; 
- prezent in antolgia de lirica romana tradusa in germana "TRANSILVANIA; MON AMOUR!", Hermannstadt; 
```

- 2010 - Prezent în Antologia lirică "Jahrbuch für das Neue Gedicht" - Editura Klaus F. Schmidt, Frankfurt/Main;
- 2011 "Plimbare pe tăișul gândului" – lirică, vol. 2, Editura Crigarux;

```
- "Liebe, Revolutionen und andere Freiheiten" – traducere in germană a romanului "Big Bangs Back", Verlag Radu Barbulescu, München
```

## Premii
- "Arta-Concept și istorie" a primit premiul I la categoria “Eseuri & Critica de artă și literară” al Asociației Internaționale a Artiștilor Români – LITERART XXI - 2003.
- "Big Bangs Back" a fost ales de revista de cultură "Discobolul" ca cel mai bun roman al anului 2006 și a fost propus pentru Premiile Uniunii Scriitorilor Români pe anul 2006.
- Premiul National de Spirit si Umor "Ion Baiesu" la Gala Geo Saizescu - 2011

## Activitatea de impresar
Din anul 2003 susține direct arta plastică internațională și din România ca galerist și impresar, organizând numeroase expoziții în Germania, Belgia și România.